# See How They Run
See How They Run is een Amerikaanse/Britse mysterykomediefilm uit 2022 geregisseerd door Tom George en geschreven door Mark Chappell. De hoofdrollen worden vertolkt door Sam Rockwell, Saoirse Ronan, Adrien Brody, Ruth Wilson, Reece Shearsmith, Harris Dickinson en David Oyelowo.

## Verhaal
Het verhaal speelt zich af in de jaren '50. Een slonzige Amerikaanse filmregisseur vertrekt naar Londen om de rechten van een bekend toneelstuk, The Mousetrap te bemachtigen. Vrij kort daarna wordt de regisseur vermoord. Het is de taak aan inspecteur Stoppard en politieagente Stalker om de moordenaar te vinden.

## Rolverdeling
| - Sam Rockwell als Inspector Stoppard - Saoirse Ronan als Constable Stalker - Adrien Brody als Leo Köpernick - Ruth Wilson als Petula Spencer - Reece Shearsmith als John Woolf - Harris Dickinson als Richard Attenborough - David Oyelowo als Mervyn Cocker-Norris - Charlie Cooper als Dennis the Usher | - Shirley Henderson als the Dame (Agatha Christie) - Pippa Bennett-Warner als Ann Saville - Pearl Chanda als Sheila Sim - Paul Chahidi als Fellowes - Sian Clifford als Edana Romney - Jacob Fortune-Lloyd als Gio - Lucian Msamati als Max Mallowan - Tim Key als Commissioner Harrold Scott |

## Achtergrond
Het plot speelt zich af rondom het toneelstuk The Mousetrap van Agatha Christie. Dit toneelstuk is nooit verfilmd omdat de schrijfster in haar testament had opgenomen dat het pas verfilmd mag worden wanneer het niet meer opgevoerd wordt. Het toneelstuk wordt echter nog steeds (2022) dagelijks opgevoerd in het St. Martin's Theatre in Londen.
De film werd voor het eerst in november 2020 door Searchlight Pictures aangekondigd. In april 2021 werden de opnames afgerond. De titel van de film werd in juli 2021 bekendgemaakt.

## Release en ontvangst
See How They Run ging op 9 september 2022 in het Verenigd Koninkrijk in première. De Nederlandse première werd op 15 september 2022 gebracht door Walt Disney Studios Motion Pictures.
De film kreeg positieve kritieken van de Amerikaanse filmpers. Op Rotten Tomatoes heeft See How They Run een waarde van 74% en een gemiddelde score van 6.8/10, gebaseerd op 47 recensies. Op Metacritic heeft de film een gemiddelde score van 60/100, gebaseerd op 21 recensies.